# Paramisophria sinica
Paramisophria sinica is een eenoogkreeftjessoort uit de familie van de Arietellidae. De wetenschappelijke naam van de soort is voor het eerst geldig gepubliceerd in 1994 door Lian & Qian.